# 1534
- Wikisource

| Calendário gregoriano                                                        | 1534 MDXXXIV                                         |
| Ab urbe condita                                                              | 2287                                                 |
| Calendário arménio                                                           | 983 – 984                                            |
| Calendário bahá'í                                                            | -310 – -309                                          |
| Calendário budista                                                           | 2078                                                 |
| Calendário chinês                                                            | 4230 – 4231 Início a 15 de janeiro (aproximadamente) |
| Calendário copta                                                             | 1250 – 1251                                          |
| Calendário etíope                                                            | 1526 – 1527                                          |
| Calendários hindus - Vikram Samvat - Calendário nacional indiano - Cáli Iuga | 1589 – 1590 1455 – 1456 4634 – 4635                  |
| Calendário Holoceno                                                          | 11534                                                |
| Calendário islâmico                                                          | 941 – 942                                            |
| Calendário judaico                                                           | 5294 – 5295                                          |
| Calendário persa                                                             | 912 – 913                                            |
| Calendário rúnico                                                            | 1784                                                 |
| Calendário solar tailandês                                                   | 2077                                                 |

1534 (MDXXXIV, na numeração romana) foi um ano comum do século XVI do Calendário Juliano, da Era de Cristo, e a sua letra dominical foi D (53 semanas), teve início a uma quinta-feira e terminou também a uma quinta-feira.
| Ano completo                        |
| ----------------------------------- |
| Ano comum com início à quinta-feira |

## Eventos
- Início da colonização do Brasil com a criação das primeiras capitanias.
- Começa a Guerra de Iguapé entre espanhóis e portugueses, no litoral do Estado de São Paulo.
- O Engenho São Jorge dos Erasmos, foi o terceiro engenho de açúcar a ser construído na América Portuguesa.
- Secessão da Igreja de Inglaterra da Igreja Católica, por iniciativa de Henrique VIII de Inglaterra depois de o Papa lhe ter recusado o divórcio com Catarina de Aragão
- Publicada a tradução da Bíblia para o alemão, efetuada por Martinho Lutero.
- Nomeação de Martinho de Portugal como arcebispo do Funchal. Foi o primeiro e único arcebispo do Funchal.
- A Coroa Portuguesa instituiu o sistema de capitania hereditárias para promover a colonização do Brasil.

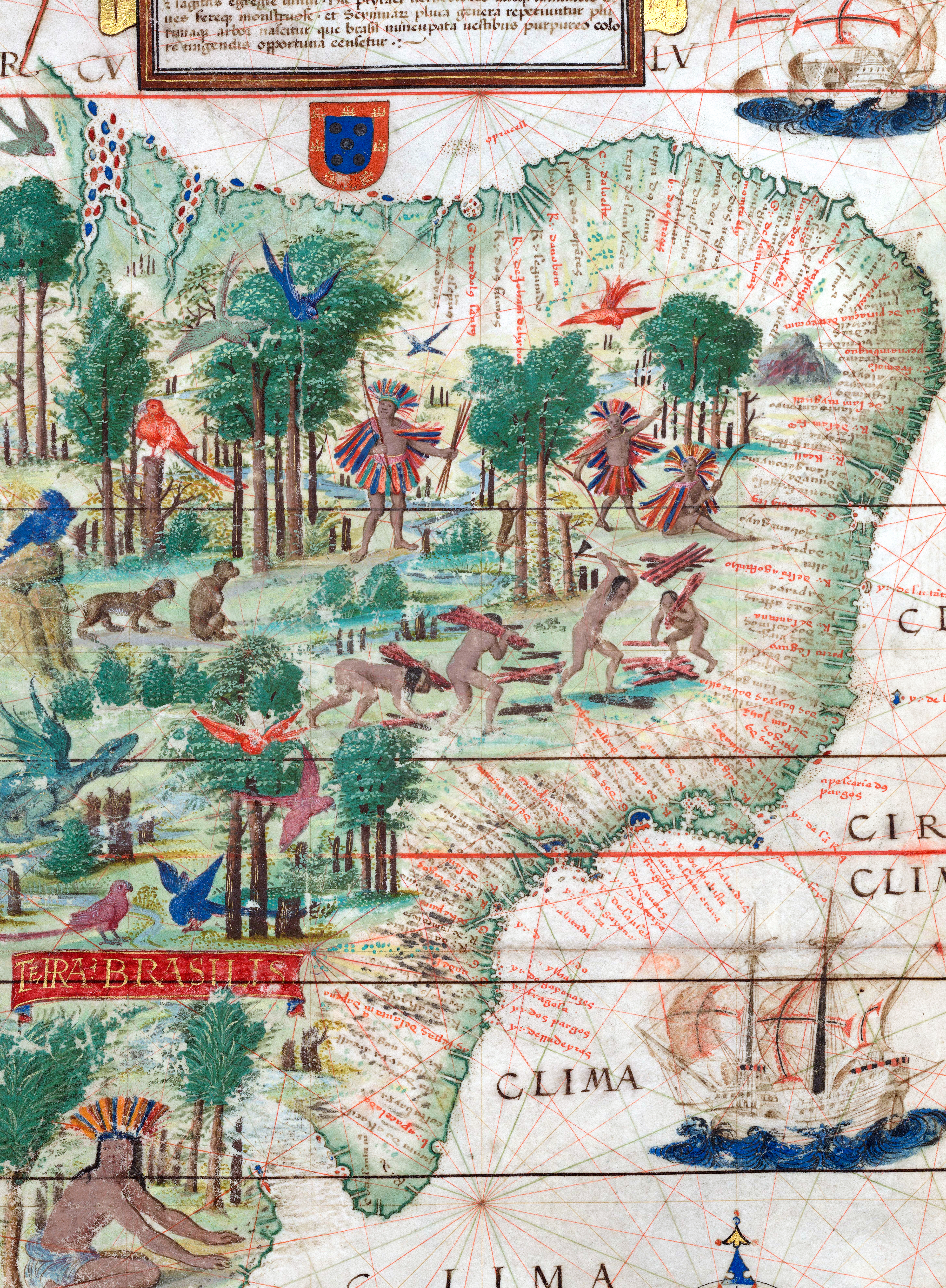
Detalhe do mapa "Terra Brasilis" (Atlas Miller, 1519), actualmente na Biblioteca Nacional de França

### Junho
- 3 de junho — Criação da Vila da Calheta na ilha de São Jorge, Açores, por carta régia de D. João III de Portugal.[1]
- 28 de junho — Fundação da Vila de São Jorge dos Ilhéus, atual cidade de Ilhéus.

### Agosto
- 2 de agosto — Divisão do arquipélago dos Açores em duas corregedorias, uma para a ilha de São Miguel e ilha de Santa Maria; outra para as restantes ilhas com sede na ilha Terceira, Angra do Heroísmo.
- 21 de agosto — Angra é elevada a cidade, sendo a 1ª cidade dos Açores por ordem do rei D. João III.

### Novembro
- 3 de novembro — Criação do Bispado de Angra que viria a estender a sua jurisdição sobre todas as 9 ilhas dos Açores. A criação do bispado deve-se ao papa Paulo III através da bula Aequum reputamus.

### Dezembro
- 23 de dezembro — Assinatura do Tratado de Baçaim entre Portugal e Badur Xá, sultão de Guzarate, nos termos dos quais o sultão entregou a posse de Baçaim e das ilhas de Bombaim aos portugueses, em troca de apoio militar contra o Império Mogol.

## Nascimentos

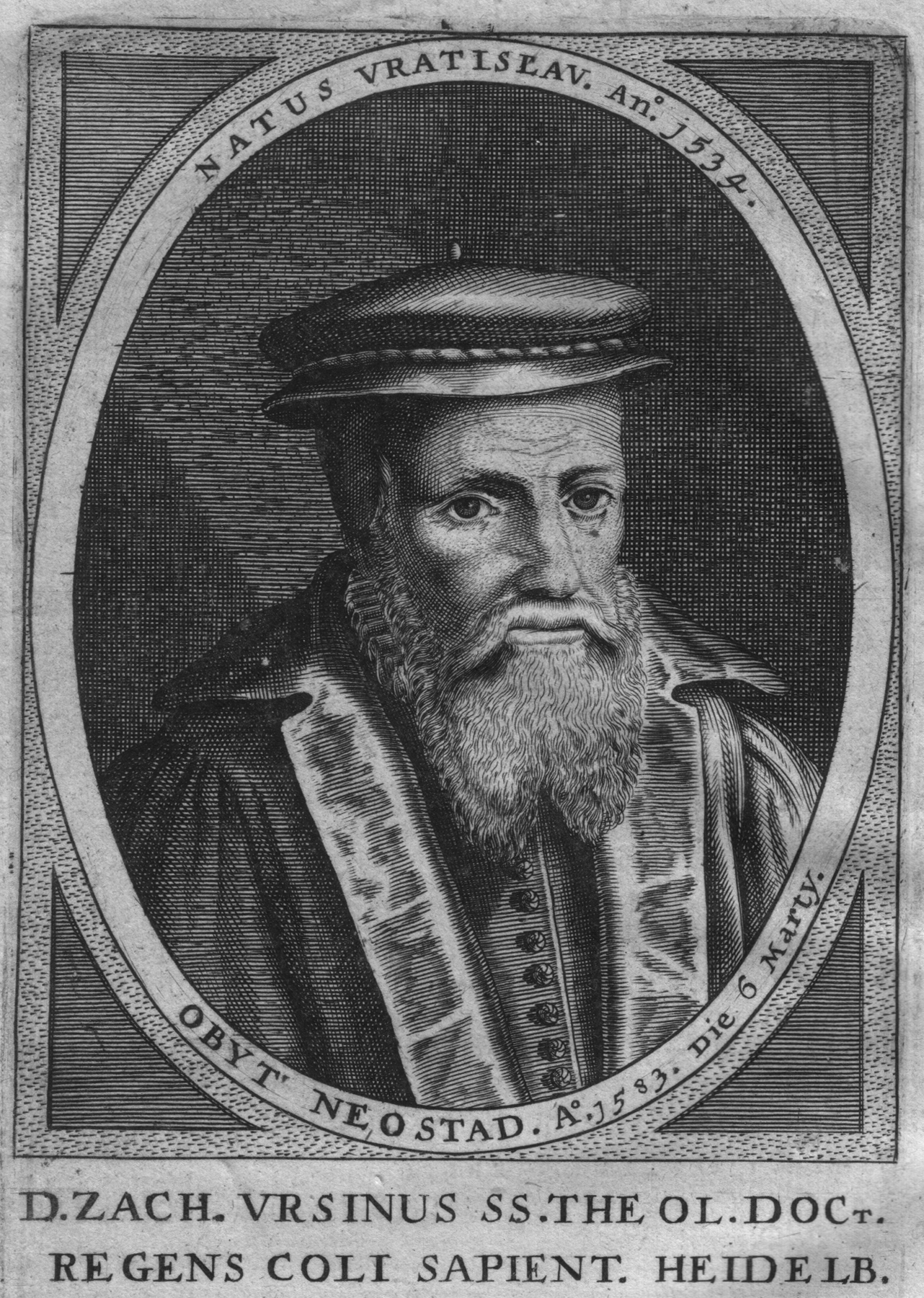
Zacharias Ursinus (1534-1583)

- 5 de fevereiro — Giovanni de' Bardi, conde de Vernio, compositor, literato, comediógrafo, militar e músico italiano (m. 1612).
- 19 de março — José de Anchieta, religioso espanhol, cognominado o "Apóstolo do Brasil" (m. 1597).
- 23 de junho — Oda Nobunaga, daimiô japonês (m. 1582).
- 1 de julho — Frederico II, rei da Dinamarca, (m. 1588).
- 18 de julho — Zacharias Ursinus, teólogo e reformador alemão (m. 1583)
- 24 de setembro — Guru Ram Das, ਗੁਰੂ ਰਾਮ ਦਾਸ, 4º Guru Sikh (m. 1581).
- 6 de novembro — Joachim Camerarius, o Jovem, médico e botânico alemão. (m. 1598).
- 16 de dezembro — Lucas Osiander, o Velho, compositor alemão (m. 1604).

## Mortes

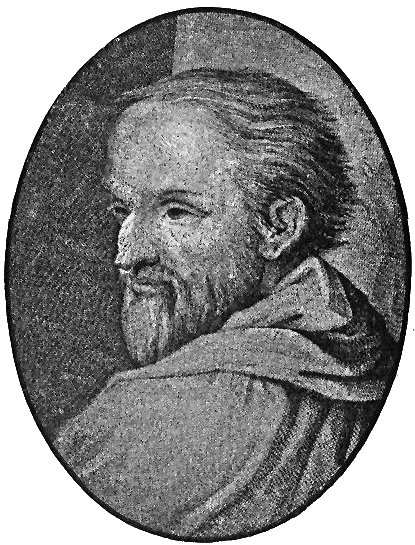
Antonio da Correggio (1489-1534)

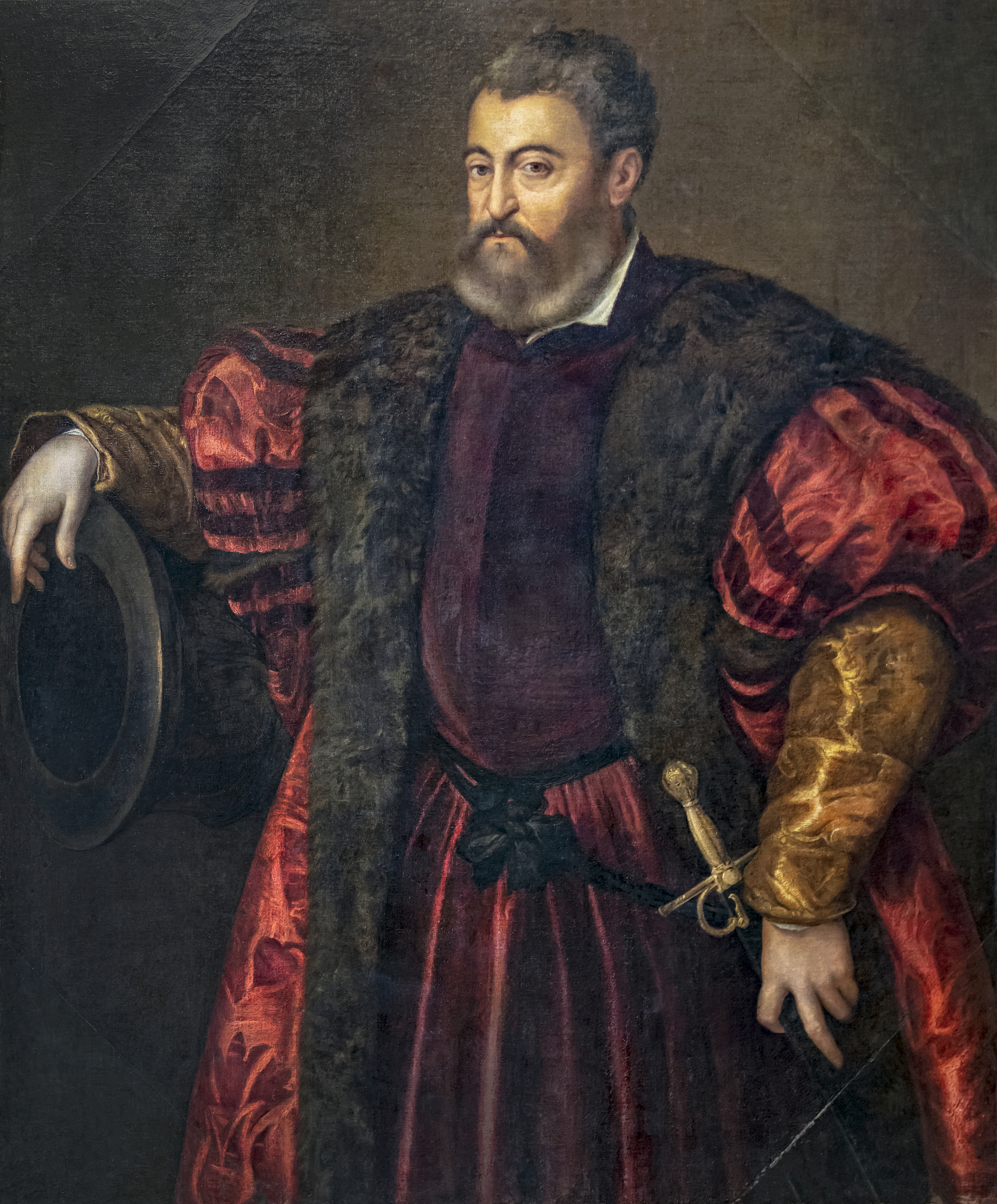
Afonso I d'Este (1476-1534)

## Por tema
- 1534 no Brasil